# Stazione di Narbona
La stazione di Narbona (in francese gare de Narbonne, in occitano gara de Narbona) è la principale stazione ferroviaria di Narbona, Francia.